# Qarabagh (Ghazni)
Qarabagh, Karabag, Kara Bag – powiat we wschodnim Afganistanie, w prowincji Ghazni, położony w odległości 56 km na południowy zachód od stolicy prowincji – Ghazni. Powierzchnia 1800 km² zamieszkiwana jest przez ok. 164 000 mieszkańców (2021). Skład etniczny ludności reprezentują Pasztuni (55%) oraz Hazarowie (45%).
Fizjograficznie obszar dość zróżnicowany, przy czym na południowym zachodzie powiatu tereny są pustynne, na południowym wschodzie równiny, a na północy góry.